# Staryj Karabajan
Staryj Karabajan (ros. Старый Карабаян) – wieś (dieriewnia) w Rosji, w Tatarstanie, w rejonie tiulaczyńskim. W 2010 liczyła 80 mieszkańców.